# Sala do Trono (Museu Nacional)

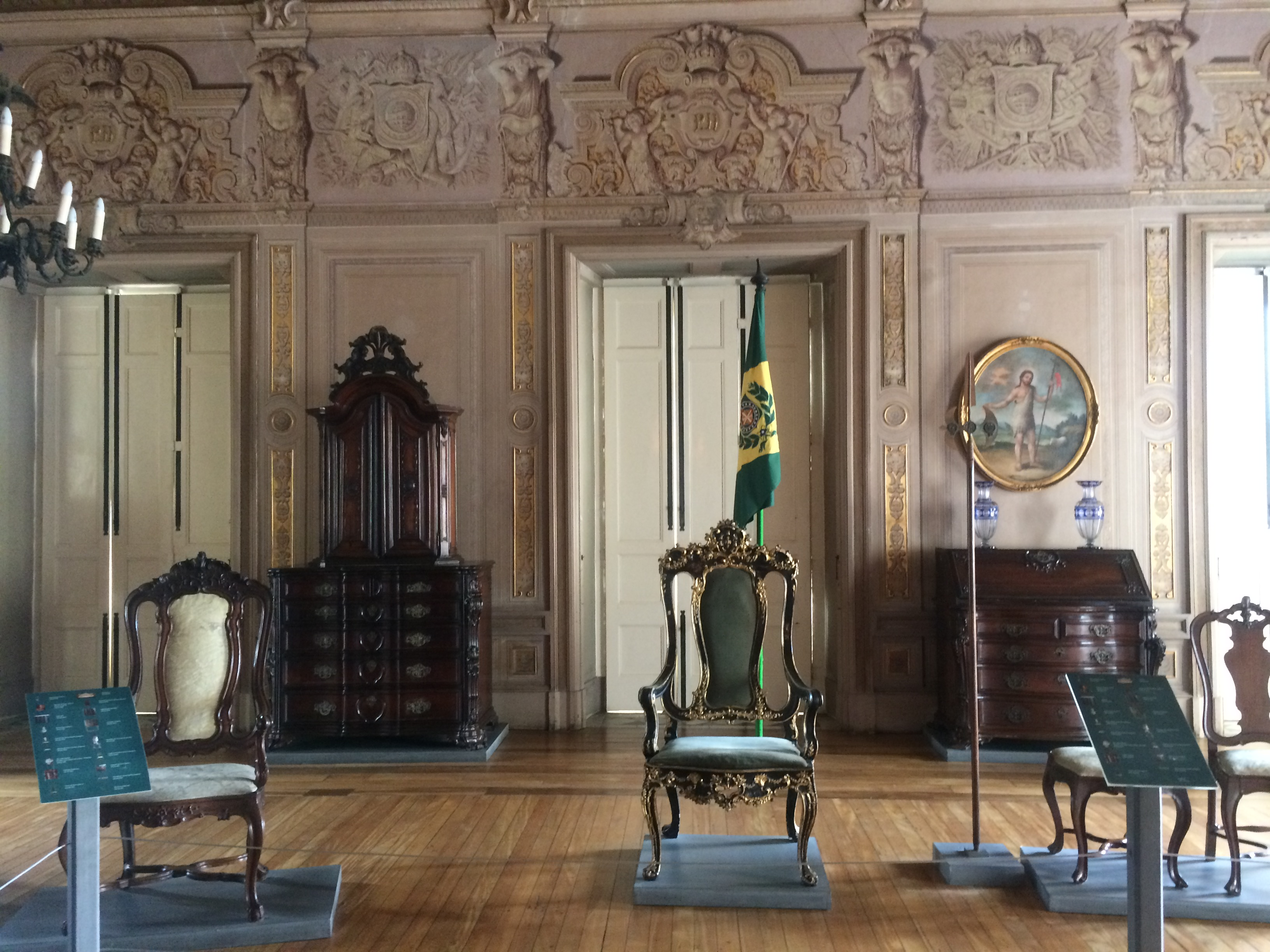
Visão geral da Sala do Trono, no Museu Nacional, em fevereiro de 2018.

A Sala do Trono de Pedro II, ou apenas Sala do Trono, era um dos espaços do Museu Nacional, destruído pelo incêndio de 2018. Na sala, ficavam em exposição o trono do imperador Dom Pedro II; era aliás nesse local, no Palácio São Cristóvão, na Quinta da Boa Vista, que o imperador recebia seus súditos para o beija-mão.
As paredes e o teto tinham uma decoração de destaque, com representações mitológicas, como Júpiter, Vênus, Cupido, Mercúrio e Minerva. Essas representações, em estilo renascentista, foram realizadas por Mario Bragaldi, com uma técnica chamada trompe l'oeil, que faz as pinturas parecerem em alto relevo.
Na sala, estavam também representadas a Justiça, a Fortaleza, a Temperança e a Prudência.
No museu, a Sala do Trono estava situada no Segundo Pavimento, ao lado do espaço Entre Dois Mundos, também conhecida como Sala dos Diplomatas.

## Galeria

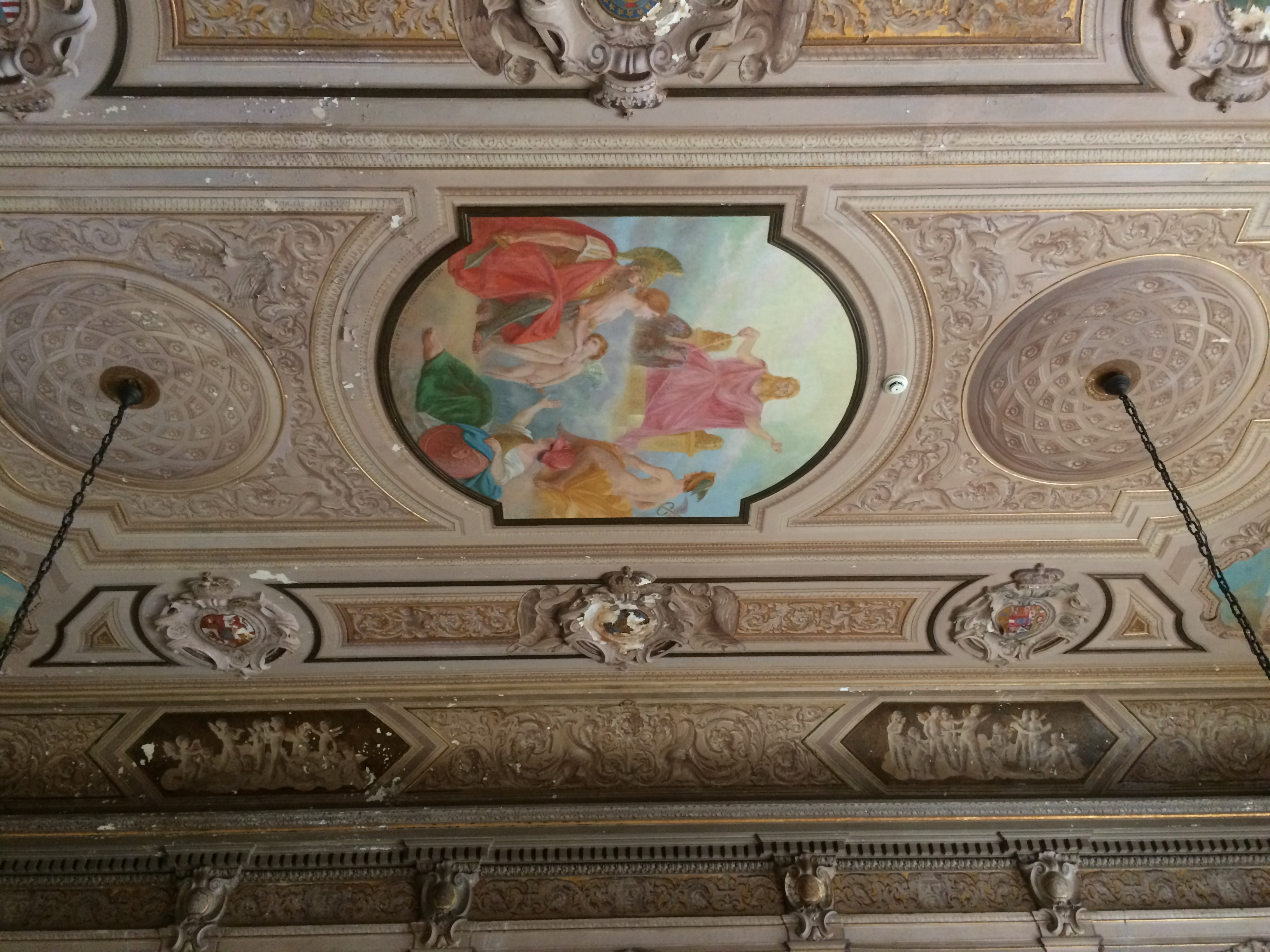
Representação de Júpiter
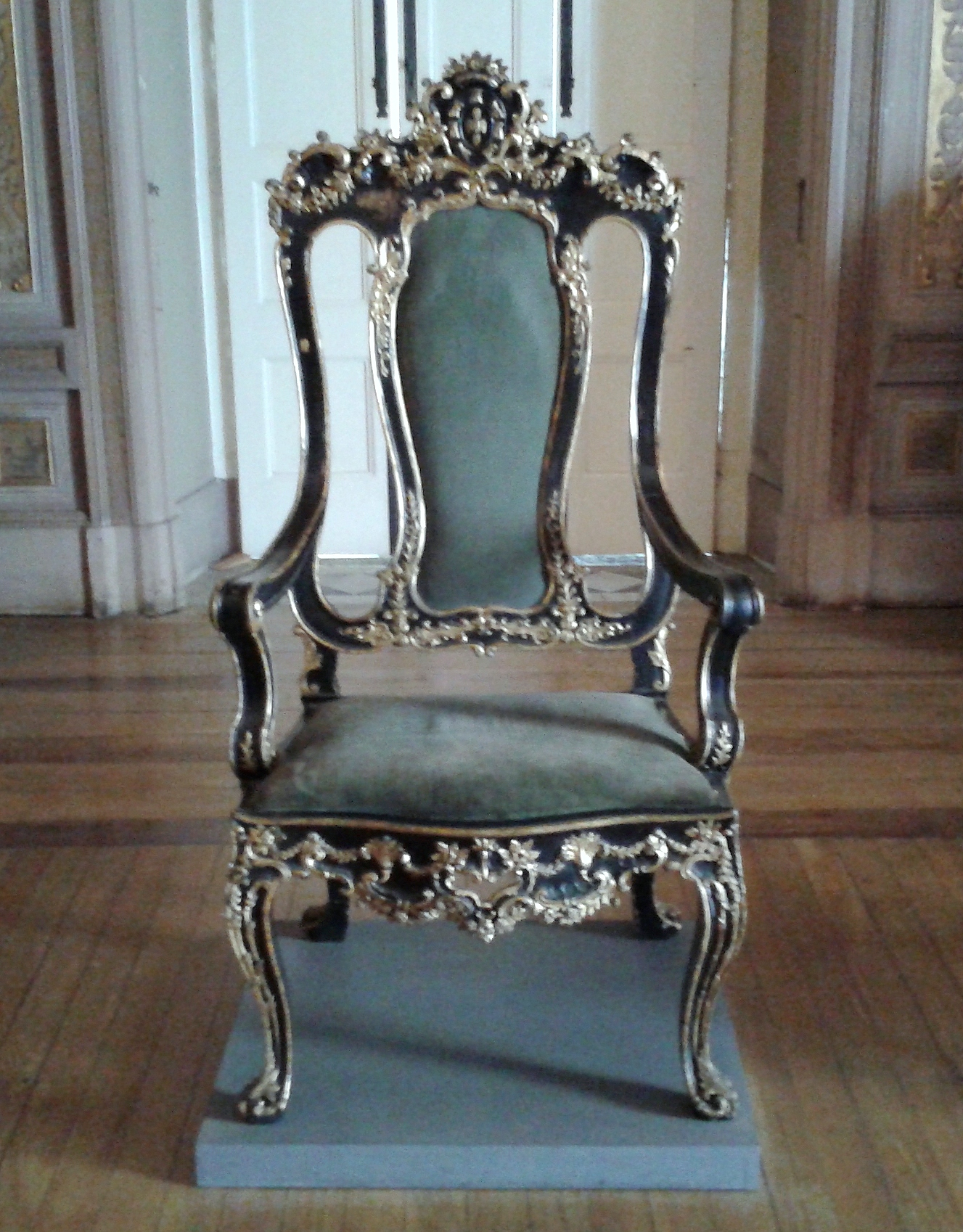
Trono, em destaque

## Ligação externa
- Página oficial (recuperada)